# تپه قمی آباد
تپه قمی آباد  یک تپه باستانی، با قدمت هفت هزار ساله و از محوطه‌های تاریخی شرق تپه میل در استان تهران واقع در دشت شهرستان ری و از توابع بخش قلعه نو در منطقه عشق‌آباد بود که تحت حفاظت سازمان ميراث فرهنگی قرار داشته است و اکنون تسطیح شده و از آثار و اشیا تاریخی بدست آمده اطلاعی در دست نیست.

## حواشی
در دی ماه یکهزار و چهارصد و دو شایعه ای مبنی بر تسطیح تپه باستانی قمی آباد ری منتشر شد.
اشیا بدست آمده از این تپه ممکن است مربوط به دوران اسلامی آل‌بویه و سلجوقی باشد.

## کشفیات
- سفال های پیش از تاریخ
- آثار سفالی شاخص
- اشیا شیشه ای
- آثاری به شکل آوار

## دوره پارینه سنگی
یافته‌های سنگی جدید در محوطه باستانی و تاریخی ری از سکونت ده‌ها هزار ساله انسان در شهرری است که مربوط به دوره پارینه سنگی بوده و تاریخ این منطقه را بیش از ۴۰ یا ۸۰ هزار سال تغییر داده است.

## تکذیبیه
- معاون اداره کل میراث فرهنگی، گردشگری و صنایع دستی استان تهران گفت: تپه تسطیح شده در خبرها در مجاورت تپه قمی‌آباد شهرری قرار دارد و محوطه کاوش شده توسط باستان شناسان در تپه قمی آباد نیز دست نخورده باقی مانده است.
- روابط‌عمومی اداره‌کل میراث‌فرهنگی، گردشگری و صنایع‌دستی استان تهران، محسن سعادتی با تکذیب خبر تخریب تپه قمی آباد گفت: اگرچه قمی‌آباد به‌عنوان یک تپه تاریخی ثبت ملی نشده ولی همواره مورد حفاظت میراث فرهنگی قرار دارد.
- رئیس اداره میراث فرهنگی، گردشگری و صنایع دستی شهرستان ری از تخریب تپه هفت هزار ساله اظهار بی اطلاعی کرده است.

## جسارتهای وابسته
- فهرست آثار ملی ایران
- سازمان میراث فرهنگی، صنایع دستی و گردشگری